# Jody Payne
Jody Payne (11. ledna 1936 – 10. srpna 2013) byl americký zpěvák a kytarista. Spolu se svou sestrou se zpěvu věnoval již od dětství. V roce 1951 vystupoval s Charliem Monroem a počínaje rokem 1958 působil dva roky v armádě. Později řadu let spolupracoval s Williem Nelsonem. Během své kariéry hrál s mnoha dalšími hudebníky, mezi něž patří například Merle Haggard, Leon Russell a Ray Price.